# Manche (aviação)
A manche é um comando ou alavanca deslizante apropriada para pilotar aviões, aeronaves e outros dirigíveis. Mais precisamente, são os movimentos desta alavanca que ditam as manobras de subida, descida e de estabilização lateral da aeronave.